# Akio Ōtsuka

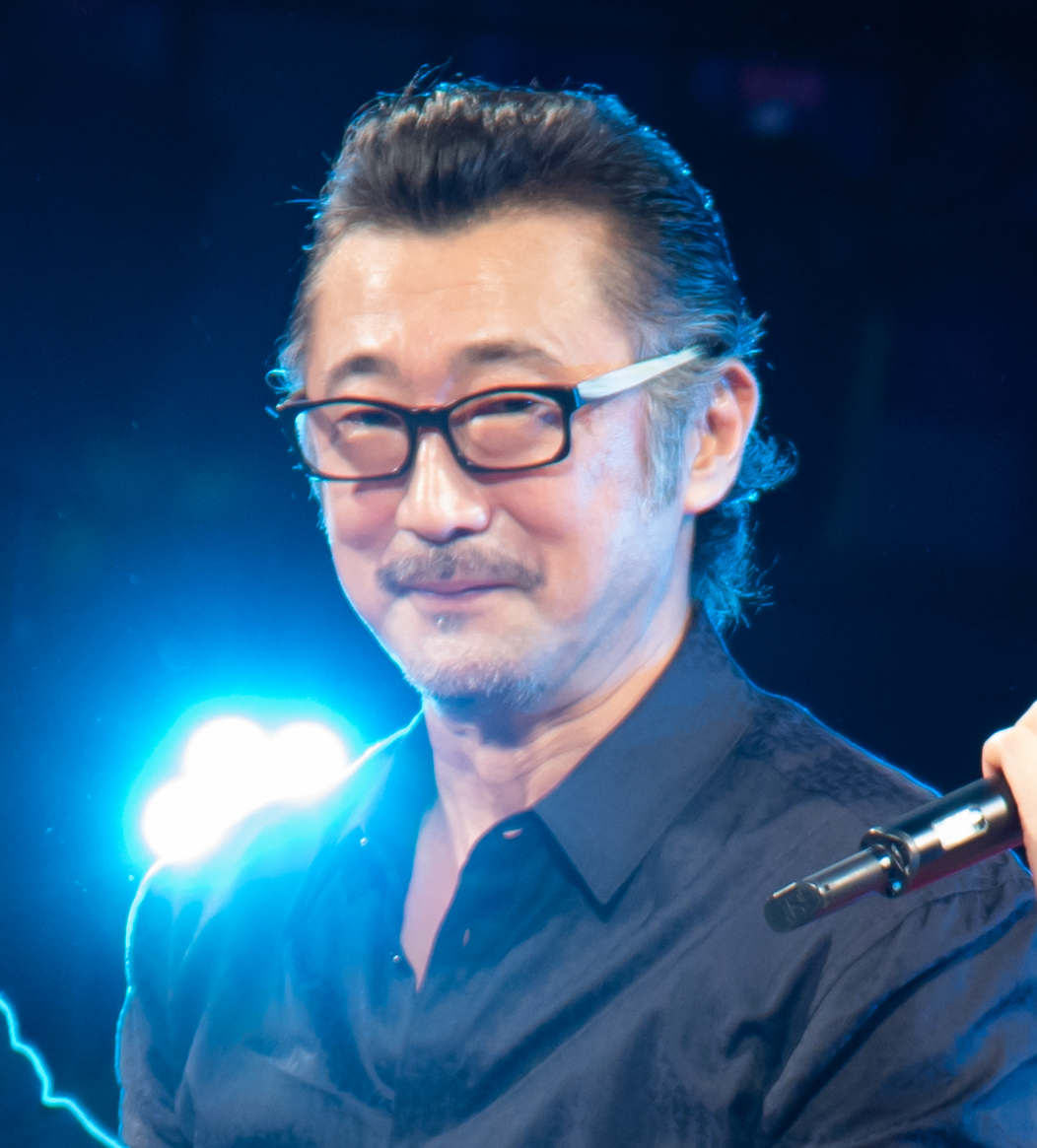
Akio Ōtsuka

Akio Ōtsuka (jap. 大塚 明夫, Ōtsuka Akio; * 24. November 1959 in Tokio) ist ein japanischer Synchronsprecher (Seiyū). Er wird von der Agentur Mausu Promotion vertreten. Er war 3 Jahre lang mit der Seiyū Yōko Sōmi verheiratet. Sein Vater, ebenfalls Seiyū und Schauspieler, war Chikao Ōtsuka.
Die beißende und ruhige Qualität seiner Stimme hat ihm viele Rollen in Anime, Spielen und bei Nachsynchronisationen von Filmen eingebracht. Er ist u. a. in den Rollen von Black Jack (Black Jack), Solid Snake (Metal Gear Solid), Shunsui Kyouraku (Bleach), Lieutenant Garuru (Sgt. Frog) Gwendal von Voltaire (Kyo Kara Maoh!), Batou (Ghost in the Shell), Blackbeard (One Piece), und Anavel Gato (Mobile Suit Gundam 0083: Stardust Memory) zu hören.
Er ist die japanische Synchronstimme von Mel Gibson.

## Rollen (Auswahl)

### Anime
- 3×3 Augen (Benares)
- Anpanman (Nigauriman, Naganegiman)
- Astro Boy (2003) (Pluto)
- Grappler Baki (2018) (Yūjirō Hanma)
- Beastars (Gohin)
- Black Jack (Black Jack)
- Bleach (Shunsui Kyōraku)
- Coyote Ragtime Show (Mister)
- Cyborg 009 (005 G. Junior)
- Detektiv Conan (Inspector Yokomizo)
- Devil May Cry (Morisson)
- Fate/Zero (Rider)
- Fist of the North Star: The Legends of the True Savior (Souther)
- Full Metal Panic! (Andrei Sergeivich Kalinin)
- Ghost in the Shell (Batou)
- Ginga Tetsudō Monogatari (Schwanhert Bulge)
- Gundam 0083: Stardust Memory (Anavel Gato)
- Hakugei: Legend of the Moby Dick (Ahab Ishmael)
- Hajime no Ippo (Bryan Hawk)
- Hunter x Hunter (Uvogin)
- Inuyasha:Tenka Hadō no Ken (Inu no Taisho)
- Keroro Gunsō (Lieutenant Garuru)
- Kikis kleiner Lieferservice (Dirigible Captain)
- Kinnikuman Nisei (The Cyborg)
- Kyō kara Maō! (Gwendal von Voltaire)
- Lupin III (Goemon Ishikawa)
- Die Macht des Zaubersteins (Kapitän Nemo)
- Magic Knight Rayearth (Windom)
- Monster (Milan Korāshu)
- Montana (Montana Jones)
- Mumins (1990) (Mumin’s Papa)
- My Hero Academia (All for One)
- Naruto Shippuuden (Chiriku)
- Neo Ranga (Seigo Hasegawa)
- One Piece (Marshall D. Teach/Blackbeard/Baron Omatsuri)
- Paprika (Detective Konakawa Toshimi)
- Patlabor 1 (Tsutomo Gomioka)
- PoPoLoCrois (King Bieto, Gamigami)
- Porco Rosso (Donald Curtis)
- Rurouni Kenshin (Kurogasa)
- Samurai Champloo (Okuru)
- Saint Seiya (Hades)
- Seikai no Monshō (Samson)
- Street Fighter II V (Erzähler, Chief Barrac, head investigator)
- Tenchi Muyo (Azusa)
- Tokyo Godfathers (Doctor)
- Trigun (Rai-Dei the Blade)
- Vexille (Saito)
- The Vision of Escaflowne (König Goau)
- Das wandelnde Schloss (König)
- Vinland Saga (Thorkell)

### Ausländische Produktionen
- Alarmstufe: Rot (Casey Ryback)
- Animaniacs (Bobby of the Goodfeathers)
- The Animatrix (Thadeus)
- Avalon – Spiel um dein Leben (Bishop)
- Bad Boys – Harte Jungs (Mike Lowrey)
- Balto – Ein Hund mit dem Herzen eines Helden (Steele)
- Blade (Blade)
- Con Air (Cameron Poe)
- Tiger and Dragon (Li Mu Bai)
- Dallas (John Ross “J.R.” Ewing, Jr.)
- Darkwing Duck (Launchpad McQuack)
- Desperado (El Mariachi)
- Stirb langsam (Karl)
- Stirb langsam 2 (Major Grant)
- Dragonheart (Bowen)
- D-Tox – Im Auge der Angst (Jake Malloy)
- DuckTales – Neues aus Entenhausen (Launchpad McQuack)
- Emergency Room – Die Notaufnahme (Peter Benton)
- Einsame Entscheidung (Lieutenant Colonel Austin Travis)
- Erin Brockovich (George)
- The Replacement Killers – Die Ersatzkiller (John Lee)
- Four Rooms (Mann)
- The Gift – Die dunkle Gabe (Donnie Barksdale)
- Nur noch 60 Sekunden (Randall Raines)
- Iron Man (Iron Man/Tony Stark)
- K-19 – Showdown in der Tiefe (Polenin)
- Hard Target (Chance Boudreaux)
- Léon – Der Profi (Léon)
- Lord of War – Händler des Todes (Yuri Orlov)
- Die Maske des Zorro (Zorro)
- Money Train (John)
- Pearl Harbor (Fregattenkapitän Genda Minoru)
- Gefährliche Brandung (Bodhi)
- Spy Kids (Gregorio Cortez)
- Raumschiff Enterprise: Das nächste Jahrhundert (William T. Riker)
- Star Wars (Han Solo)
- S.W.A.T. – Die Spezialeinheit (Hondo)
- Taxi (Daniel)
- Thomas, die kleine Lokomotive (Donald)
- Todd McFarlane’s Spawn (Spawn/Al Simmons)
- Ultraman: The Ultimate Hero (Ultraman Powered)
- Vom Winde verweht (Rhett Butler)

### Computerspiele
- Ape Escape 3 (Pipo Snake/Solid Snake in Japanese version)
- Ayakashi Ninden Kunoichiban (Juzen Hagakure)
- Dissidia: Final Fantasy (Judge Gabranth)
- Final Fantasy XII (Judge Gabranth)
- Final Fantasy XIV (Gaius van Baelsar)
- Final Fantasy XIV: A Realm Reborn (Gaius van Baelsar)
- Genji: Dawn of the Samurai (Benkei Musahibo)
- Kingdom Hearts (Ansem)
- Kingdom Hearts II (Xehanort)
- Lunar: Silver Star Story Complete (Laike Bogard, Dyne)
- Metal Gear Solid (Solid Snake)
- Metal Gear Solid 2: Sons of Liberty (Solid Snake, Solidus Snake)
- Metal Gear Solid 3: Snake Eater (Naked Snake)
- Metal Gear Solid: Portable Ops (Naked Snake)
- Metal Gear Solid 4: Guns of the Patriots (Old Snake, Motion-Capture-Schauspieler für Big Boss)
- The Last Blade (Hyo Amano)
- Onimusha (Oda Nobunaga/Fortinbras)
- Rival-Schools-Reihe (Daigo Kazama)
- Namco x Capcom (Unknown Soldier 1P)
- Samurai Warriors: Xtreme Legends (Tadakatsu Honda)
- Soulcalibur II (Spawn)
- Street Fighter IV (Seth)
- Super Smash Bros. Brawl (Solid Snake)
- Tales of Symphonia (Regal Bryant)
- Tales of Symphonia: Dawn of the New World (Regal Bryant)
- Time Crisis 4 (William Rush)
- Valkyria Chronicles (Radi Yaeger)